# Jan Blokker

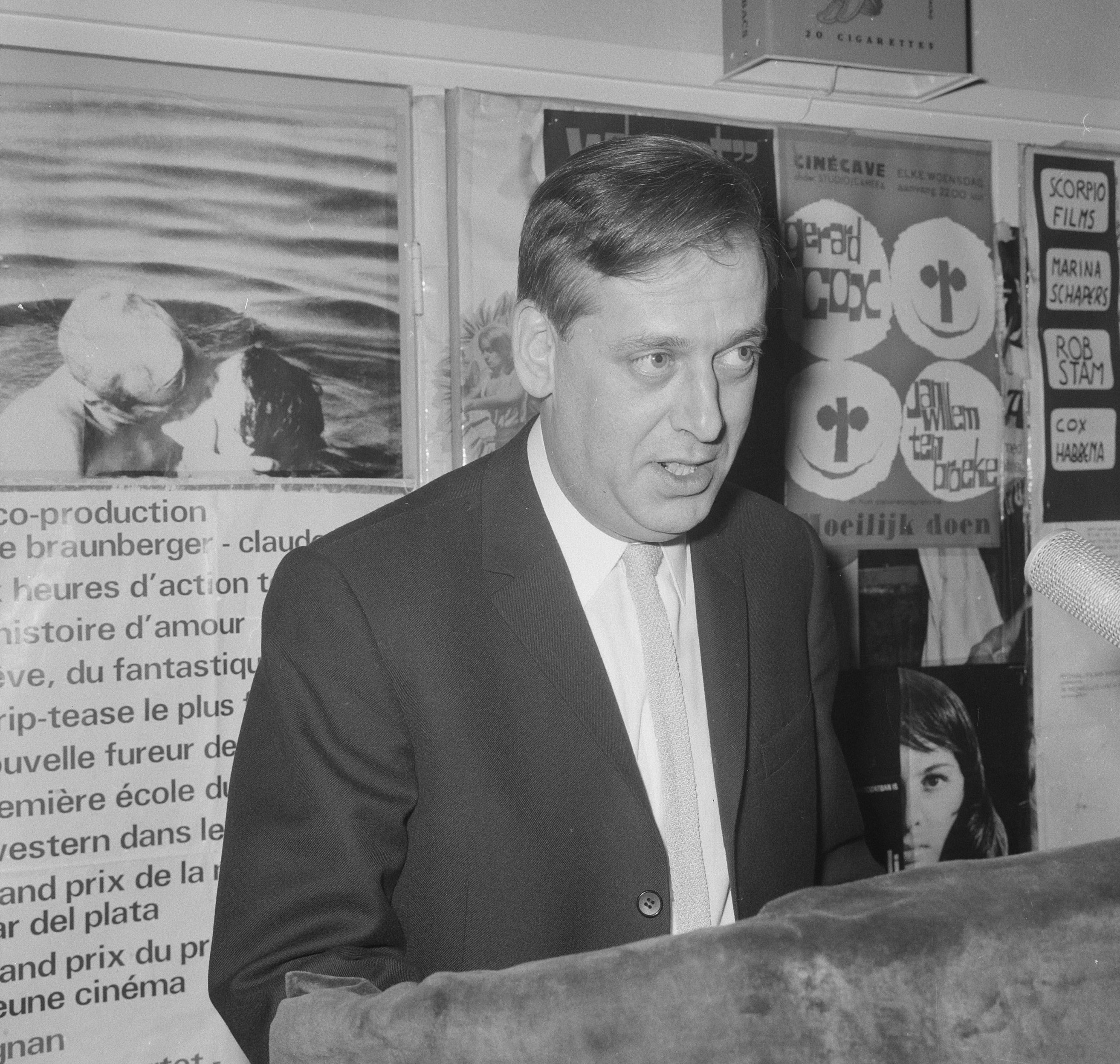
Jan Blokker (1966)

Jan Andries Blokker (* 27. Mai 1927 in Amsterdam; † 6. Juli 2010 ebenda) war ein niederländischer Journalist, Kolumnist und Schriftsteller.

## Leben
Blokker studierte Niederlandistik und Geschichte, schloss jedoch sein Studium nicht ab. 1951 erschien seine erste Novelle Séjour, ein Jahr später wurde er bei der Tageszeitung Het Parool zum Reporter ausgebildet. 1954 wurde Blokker Filmredakteur beim Algemeen Handelsblad, einer der beiden Vorläuferzeitungen des NRC Handelsblad. Im Dezember 1964 kam es aufgrund seiner schlechten Kritik des Films Spuit Elf zu einem Anzeigenboykott von Kinobetreibern. In den Jahren 1963/64 arbeitete Blokker unter anderem mit Rinus Ferdinandusse und Joop van Tijn an dem satirischen Fernsehprogramm „Zo is het toevallig nog 's een keer“ des Senders VARA mit, anschließend war er bei dem TV-Sender VPRO in der Schlussredaktion tätig und steuerte Kommentare bei.
Im Dezember 1967 kündigte Blokker dem Algemeen Handelsblad die Zusammenarbeit auf, da dessen Herausgeber „Nederlandse Dagblad Unie“ (NDU) zusammen mit der Boulevardzeitung De Telegraaf ein Gemeinschaftsunternehmen „Unitel“ zur technischen und kommerziellen Zusammenarbeit gründete, und wechselte im April 1968 als Kolumnist zur Volkskrant. Seine für diese Zeitung entstandenen satirischen Kolumnen wurden seit 1971, mit Niets aan de hand beginnend, auch in einer ganzen Reihe von Büchern zusammengefasst. Im Jahr 1979 wurde Blokker stellvertretender Chefredakteur der Volkskrant und hatte entscheidenden Anteil an der Professionalisierung und der Abkehr vom Betroffenheitsjournalismus, der sich in jenem Jahrzehnt dort breitgemacht hatte. Blokker hatte diese Funktion bis 1985 inne und blieb anschließend Kolumnist. Im Juli 2006 beendete er nach einem Konflikt mit der Redaktion der Literaturbeilage „Cicero“ die Zusammenarbeit mit der Zeitung. Zu diesem Zeitpunkt war Blokker seit 38 Jahren für de Volkskrant als Freier Mitarbeiter oder Redakteur tätig und hatte 3.816 Kolumnen verfasst. Er schrieb seitdem für nrc.next, einen Ableger des NRC Handelsblad.
Blokker war außerdem als Drehbuchautor tätig. So schrieb er beispielsweise zusammen mit dem Regisseur Bert Haanstra das Drehbuch für die Komödie Fanfare (1958), die später für die Goldene Palme der Internationalen Filmfestspiele von Cannes nominiert wurde, hierzu kamen weitere für Fernsehserien. In dem Film Een vreemde vogel von 1967 ist Blokker auch als Schauspieler in der Rolle eines Chefredakteurs zu sehen. Neben seinen Kolumnen und seinem satirischen Werk war er auch als Kinderbuchautor tätig. Op zoek naar een oom war das erste Buch in diesem Gebiet, spätere Werke erschienen gelegentlich unter Pseudonymen.
In den Jahren 1983–1993 war Blokker Vorsitzender des Productiefonds voor de Nederlandse Film (Niederländische Filmförderung), 1992 wurde er zum außerordentlichen Professor für Pressegeschichte an der Erasmus-Universität Rotterdam ernannt.

## Ehrungen
Ehrendoktorwürde der Sozialwissenschaften, verliehen von der Reichsuniversität Groningen. (2004)

## Werke

### Romane/Novellen
- Séjour. Wereld-Bibliotheek-Vereniging, Amsterdam 1951
- Parijs, dode stad. A.W. Bruna & Zoon, Utrecht 1952
- Bij dag en ontij. A.W. Bruna & Zoon, Utrecht 1952

### Sachbücher
- Knollen en citroenen. A.W. Bruna & Zoon, Utrecht 1956
- Het eeuwige examen. De Bezige Bij, Amsterdam 1977
- Afscheid van televisieland. De Harmonie, Amsterdam 1979
- Als de dag van gisteren. De Harmonie, Amsterdam 1981
- Kwaliteit staat er boven. Bert Bakker, Amsterdam 1986
- Het hart van Europa. De Harmonie, Amsterdam 1987
- De kroon en de mestvork. De Harmonie, Amsterdam 1992
- De afrekening. Kroniek van het lange jaar 2002. De Harmonie, Amsterdam 2003
- Het vooroudergevoel. De vaderlandse geschiedenis. (mit Jan Blokker Jr. und Bas Blokker). Contact, Amsterdam 2005
- Waar is de Tachtigjarige Oorlog gebleven? De Harmonie, Amsterdam 2005
- Er was eens een God. Bijbelse geschiedenis. (mit Jan Blokker Jr. und Bas Blokker). Contact, Amsterdam 2006
- Nederland in twaalf moorden: niets is zo veranderlijk als onze identiteit (mit Jan Blokker Jr. und Bas Blokker). Contact, Amsterdam 2008
- Nederlandse journalisten houden niet van journalistiek. Bakker, Amsterdam 2010

### Sammlungen vonde Volkskrant-Kolumnen
- Niets aan de hand. De Bezige Bij, Amsterdam 1971
- Ben ik eigenlijk wel links genoeg? De Harmonie, Amsterdam 1974
- Ga direct naar de gevangenis, ga niet langs af en ontvang geen f 200,-. De Harmonie, Amsterdam 1976
- Altijd is Kortjakje ziek. De Harmonie, Amsterdam 1978
- Mij hebben ze niet. De Harmonie, Amsterdam 1980
- Is m'n haar eigenlijk al weer kort genoeg? De Harmonie, Amsterdam 1982
- Mag het ook zwart? De Harmonie, Amsterdam 1984
- Het station van Heerenveen. De Harmonie, Amsterdam 1986
- Glasnost in Staphorst. De Harmonie, Amsterdam 1988
- Ben ik eigenlijk wel paars genoeg? De Harmonie, Amsterdam 1998

### Kinder- und Jugendbuch
- Avontuur in Frankrijk. Ten Brink, Meppel 1955
- Op zoek naar een oom. De Bezige Bij, Amsterdam 1960
- Het Kalekoppenhuis. De Bezige Bij, Amsterdam 1978
- Jeroen de Grote. De Bezige Bij, Amsterdam 1979

### Libretto
- Oper Esmée. Musik von Theo Loevendie 1995